# BababaBambi
#BababaBambi (jap. #ババババンビ zapis stylizowany #BABABABAMBI) – japońska grupa idolek utworzona w 2020 roku. Ich agencją jest 01familia. Symbol „#” w nazwie nie jest wymawiany.

## Historia
Grupa została utworzona jako pierwsza grupa idoli agencji rozrywkowej 01familia, która zarządza dużą liczbą modelek, celebrytów i idoli gravure.
Debiutancki koncert grupy w dniu 27 marca 2020 roku został odwołany z powodu koronawirusa. Jak wspomniano powyżej, debiutancki koncert został odwołany i nie odbył się w pierwotnie planowanym terminie, ale oficjalną datą debiutu grupy jest 27 marca 2020, czyli dzień koncertu.
25 lutego 2021 roku do grupy dołączyły Saeko Kondo i Usa.
W sierpniu 2022 dziewczyny zwyciężyły w finale największego na świecie festiwalu idoli TIF.
8 kwietnia 2023 roku podczas koncertu w Tokyo Dome City Hall grupa ogłosiła swój debiut pod szyldem King Records. 24 maja Akane Yoshizawa i Meruda Ikeda odbyły swoją ceremonię ukończenia. 6 sierpnia grupa ponownie wystąpiła na Tokyo Idol Festival.
11 stycznia 2024 roku ogłoszono, że działalność grupy w obecnym składzie zakończy się w marcu tego samego roku. 14 marca podczas koncertu w Nippon Budōkan pojawiły się na scenie trzy nowe członkinie Rina Kannami, Maho Chise i Kohina Ichinose i ogłosiły dołączenie do grupy. 31 marca ogłoszono, że Mio Minato tymczasowo zawiesi swoją aktywność w grupie ze względu na zły stan zdrowia.
6 lutego 2025 roku Kohina Ichinose i Maho Chise opuścili grupę.

## Członkinie
| Imię          | Imię       | Data urodzenia       | Miejsce urodzenia           | Narodowość | Reprezentatywny kolor |
| Miyu Kishi    | 岸 みゆ    | 13 lutego 2001       | prefektura Saitama          | Japonia    | czerwony              |
| Mio Minato    | 水湊みお   | 10 czerwca 1997      | prefektura Fukuoka          | Japonia    | niebieski             |
| Rui Takanashi | 小鳥遊るい | 24 października 1997 | prefektura Mie              | Japonia    | biały                 |
| Saeko Kondo   | 近藤沙瑛子 | 1 lipca 1997         | prefektura Kumamoto         | Japonia    | fioletowy             |
| Usa           | 宇咲       | 27 kwietnia 2003     | prefektura Kanagawa         | Japonia    | brzoskwiniowy         |
| Rina Kannami  | 神南りな   | 6 listopada 2000     | Shiogama, prefektura Miyagi | Japonia    | zielony               |

### Byłe członkinie
| Imię            | Imię          | Data urodzenia       | Miejsce urodzenia            | Narodowość | Reprezentatywny kolor |
| Akane Yoshizawa | 吉沢朱音      | 2 lipca 1997         | prefektura Fukuoka           | Japonia    | żółty                 |
| Meruda Ikeda    | 池田メルダ    | 6 lutego 2000        | prefektura Saitama           | Japonia    | zielony               |
| Kohina Ichinose | 一ノ瀬 こひな | 19 marca 2007        | Kannami, prefektura Shizuoka | Japonia    | pomarańczowy          |
| Maho Chise      | 千星 真穂     | 11 października 2003 | prefektura Kagoshima         | Japonia    | żółty                 |

## Dyskografia

### Album
| # | Tytuł                                                   | Utwory | Informacje                                                             | Przy.  |
| - | ------------------------------------------------------- | --- | ---------------------------------------------------------------------- | ------ |
| 1 | Tsuyoku Hakanai Oobakamono-tachi (強く儚い大馬鹿者たち) | Lista utworów 1. BABABABAMBIZM! (7 Person ver.) (ばばばばんびずむ～!（7人ver.)) 2. Koi no Candy (7 Person ver.) (恋のキャンディ（7人ver.)) 3. Mujuryoku Runner (7 Person ver.) (無重力ランナー（7人ver.)) 4. Seishun Guilty (7 Person ver.) (青春ギルティ（7人ver.)) 5. Ai no Hana (7 Person ver.) (アイノハナ（7人ver.)) 6. Shishin Denshin (7 Person ver.) (ー私心伝心ー（7人ver.)) 7. Canon (カノン) 8. SOS! Summer (7 Person ver.) (SOS! Summer (7人ver.)) 9. Hanabigatari (7 Person ver.) (ハナビガタリ (7人ver.)) | - Wydany: 27 lipca 2021 - Wytwórnia: #Hashtag Record - Kod: HSRCD-0006 | [ 14 ] |
| 2 | BABABABA・BABABA (バババーバ・バーババ)                 | Lista utworów 1. Hoshi Katachi (星形) 2. Clover 3. Koisuru Usagi-chan Saikyou Densetsu (恋するうさぎちゃん最強伝説) 4. Minority (マイノリティ) 5. Joushou MY GAME (常勝MY GAME) 6. Baka ni Natte Sukitte iu Dake (バカになって好きって言うだけ) 7. Kisushitehoshi (キスしてほしい) 8. Twuumasso (とぅーまっそ) 9. Nantatte Bokenchu! (なんたって冒険中!) | - Wydany: 27 marca 2022 - Wytwórnia: #Hashtag Record - Kod: HSRCD-0008 | [ 15 ] |